# Lucía García
Lucía García Córdoba (* 14. Juli 1998 in Barakaldo) ist eine spanische Fußballspielerin. Sie steht derzeit beim Manchester United W.F.C. unter Vertrag und spielte 2018 erstmals für die spanische Nationalmannschaft.

## Karriere

### Vereine
Lucía García spielte in ihrer Kindheit zunächst ein Jahr lang Futsal in Cabañaquinta, ehe sie zwei Jahre lang in den Bereichen Leichtathletik und Tennis aktiv war. Als sie 13 Jahre alt war, empfahl ihr ein Sportlehrer, für die Jugendmannschaft von Oviedo Moderno zu spielen.
Am 8. September 2013 spielte García im Alter von 15 Jahren erstmals für Oviedo Moderno, als sie in der 67. Minute im Spiel gegen Valencia für Irene del Río eingewechselt wurde. In ihrer ersten Saison erzielte sie acht Tore in 26 Ligaspielen. Die Mannschaft belegte zum Ende der Saison den 13. Platz. In der darauffolgenden Saison erzielte sie acht Tore in 18 Spielen, woraufhin die Mannschaft zum Ende der Saison den 10. Platz belegte. García erzielte in ihrer dritten Saison drei Tore in 19 Spielen. Da die Mannschaft den 15. Platz belegte, stieg sie in die zweite Liga ab.
Im Juni 2016 wechselte García zu Athletic Bilbao und blieb somit in der ersten spanischen Liga. Für ihren neuen Verein kam sie erstmals am 3. September 2016 im Spiel gegen Fundación Albacete zum Einsatz. In der Saison spielte sie auch erstmals in der Champions League, als sie im Spiel gegen Fortuna Hjørring zum Einsatz kam.
Nachdem García in ihrer ersten Saison bei Bilbao fünf und in der zweiten Saison sieben Tore erzielt hatte, gelangen ihr in der Saison 2018/19 13 Tore in 22 Spielen, womit sie die Spielerin in ihrem Team war, die die meisten Tore erzielte. Am 13. März 2019 gelang ihr im Spiel gegen EdF Logroño ein Hattrick. Trotz einer Verletzung in der Saison 2019/20 gelang es García, neun Tore in 18 Ligaspielen zu erzielen. In der folgenden Saison stellte sie ihren persönlichen Rekord auf und erzielte 16 Tore in 29 Ligaspielen. Der Verein belegte zum Ende der Saison allerdings trotzdem lediglich den elften Platz. In ihrer letzten Saison für Bilbao gelangen García schließlich 12 Tore in Ligaspielen und der Verein beendete die Saison auf dem siebten Platz. Insgesamt erzielte sie in den sechs Spielzeiten in 161 Spielen 63 Tore. Die erfolgreichste Saison für den Verein war dabei die Saison 2017/18, die man auf dem dritten Platz beendete. Außerdem erreichte der Verein zweimal das Halbfinale des Copa de la Reina. Im Jahr 2022 entschied sich García dafür, ihren Vertrag nicht zu verlängern.
Am 25. Juli 2022 unterschrieb García einen Zweijahresvertrag beim englischen Verein Manchester United, der in der FA Women’s Super League spielt.

### Nationalmannschaft
Lucía García spielte zunächst für die spanische U-17-Mannschaft, U-19-Mannschaft und U-20-Mannschaft. Dabei nahm sie auch an der U-19-Fußball-Europameisterschaft der Frauen 2016, der U-19-Fußball-Europameisterschaft der Frauen 2017, der U-20-Fußball-Weltmeisterschaft der Frauen 2016 und der U-20-Fußball-Weltmeisterschaft der Frauen 2018 teil.
Bei der U-17-Fußball-Europameisterschaft der Frauen 2015 gelang Spanien im Endspiel gegen die Schweiz der Turniersieg. García kam in allen fünf Spielen zum Einsatz und erzielte nach Stefanie Sanders die meisten Tore während des Turniers.
Bei der U-19-Europameisterschaft im folgenden Jahr unterlag Spanien im Finale gegen Frankreich. In fünf Spielen erzielte García vier Tore und belegte damit hinter Marie-Antoinette Katoto und Jill Roord den dritten Platz in der Torschützenliste. Bei der U-20-Weltmeisterschaft im gleichen Jahr erzielte sie drei Tore in vier Spielen. Im Jahr 2017 nahm sie dann erneut an der U-19-Europameisterschaft teil. Spanien gewann im Finale gegen Frankreich schließlich das Turnier. García absolvierte dabei alle Spiele und erzielte zwei Tore. Durch das Ergebnis qualifizierte sich Spanien auch für die U-20-Weltmeisterschaft im folgenden Jahr. García kam bei dem Turnier in zwei Spielen zum Einsatz und erzielte ein Tor. Im Finale unterlag Spanien letztlich gegen Japan.
García wurde für den Zypern-Cup 2018 erstmals in die spanische Nationalmannschaft berufen. Ihr Debüt gab sie am 2. März 2018, als sie im Spiel gegen Belgien in der 58. Minute für Jennifer Hermoso eingewechselt wurde. Auch in den Spielen gegen Tschechien und Italien kam sie zum Einsatz. Spanien gewann schließlich das Turnier.
Lucía García war mit 20 Jahren die jüngste Spielerin im spanischen Kader für die Fußball-Weltmeisterschaft der Frauen 2019. Ihr erstes Tor für die spanische Nationalmannschaft erzielte sie am 8. Juni 2019 im Spiel gegen Südafrika.
Im Jahr 2020 erzielte García in vier Spielen für die Nationalmannschaft vier Tore: Beim Spiel gegen Japan beim SheBelieves Cup 2020 und beim Spiel gegen Moldau im Rahmen der Qualifikation zur Fußball-Europameisterschaft 2022 erzielte sie je zwei Treffer.
García war Teil des Kaders für die Fußball-Europameisterschaft der Frauen 2022. Da Jennifer Hermoso verletzungsbedingt ausfiel, kam sie bereits vor dem Turnier im Testspiel gegen Australien zum Einsatz, bei dem sie zwei Tore erzielte. Während des Turniers kam sie in allen drei Gruppenspielen zum Einsatz und erzielte ein Tor im Spiel gegen Finnland. Im Viertelfinale gegen England kam sie hingegen nicht zum Einsatz.

## Erfolge
Spanien
- U-17-Fußball-Europameisterschaft der Frauen 2015
- U-19-Fußball-Europameisterschaft der Frauen 2017
- Zypern-Cup 2018